# Hologram

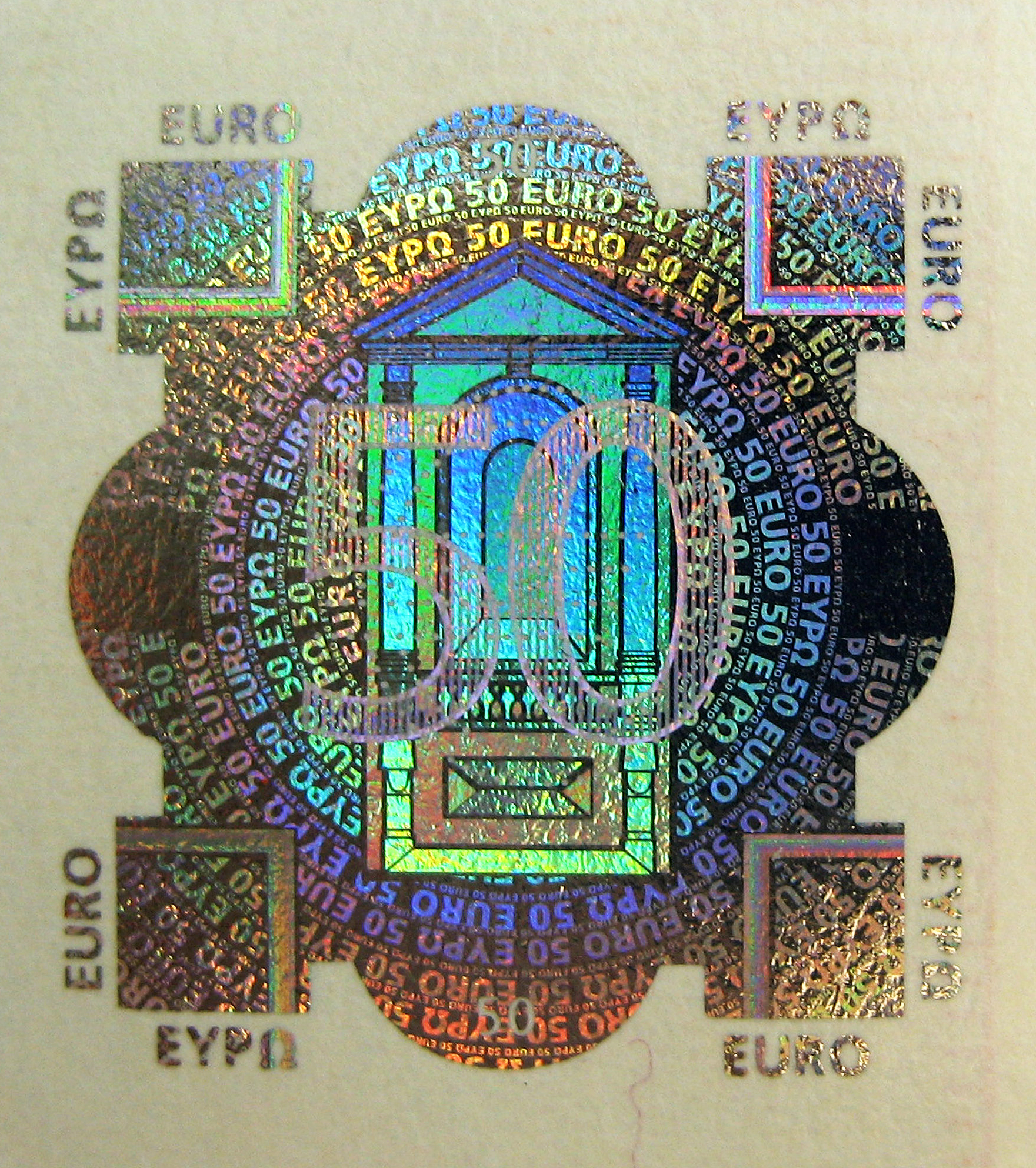
Hologram na banknocie o nominale 50 euro

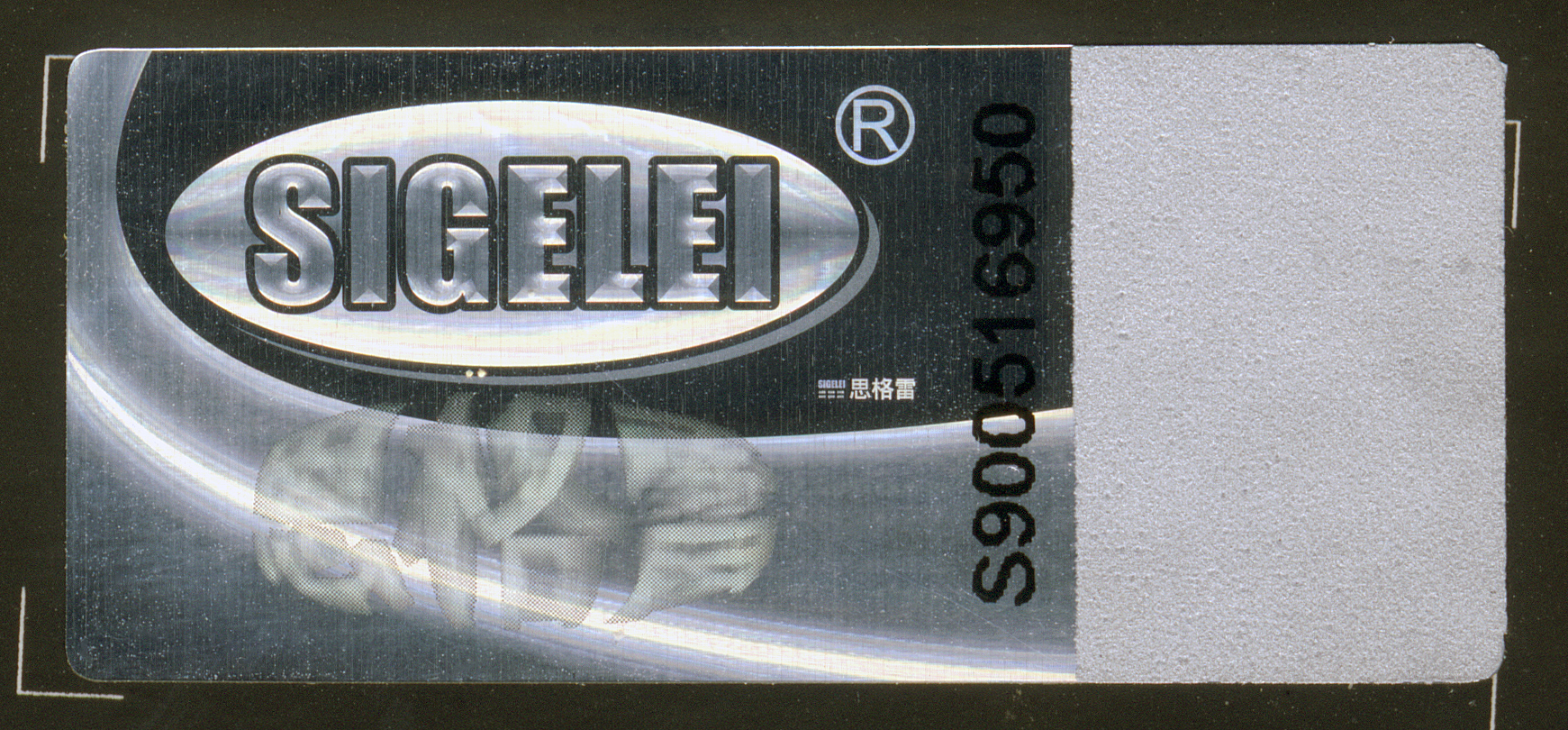
Hologram potwierdzający oryginalność produktu

Hologram – zapis fotograficzny na nośniku przynajmniej dwufalowego obrazu interferencyjnego, który w odczycie daje dwa niezależne od siebie obrazy przestrzenne 3D (trójwymiarowe).

## Klasyfikacja hologramów
W zależności od zastosowanych przybliżeń przy opisie rozkładów amplitudy zespolonej pola fali przedmiotowej w obszarze rejestracji na płycie holograficznej, wyróżniamy:
- hologramy zrealizowane w płaszczyźnie obrazu (płytka holograficzna znajduje się w tak niewielkiej odległości od obiektu lub obrazu, że rozkład amplitudy zespolonej na powierzchni płyty jest z dokładnością do stałego przesunięcia fazowego taki sam jak w przedmiocie lub jego obrazie);
- hologramy Fresnela – gdy położenie płyty holograficznej względem przedmiotu oraz rozmiary poprzeczne przedmiotu i obrazu rejestracji h. spełniają warunek stosowalności przybliżenia F do wyznaczenia pola falowego w płaszczyźnie rejestracji;
- hologramy Fraunhofera – gdy położenie płyty holograficznej względem przedmiotu oraz rozmiary poprzeczne przedmiotu i obrazu rejestracji h. małych cząstek spełniają warunek stosowalności przybliżenia Fr do wyznaczenia pola falowego w płaszczyźnie rejestracji;
- hologramy Fouriera – gdy rejestracji podlega widmo przedmiotu, stosowane w układach przetwarzania sygnałów optycznych (funkcje filtrów częstotliwości optycznych);
- hologramy quasifourierowskie – gdy punktowe źródło odniesienia znajduje się w tej samej płaszczyźnie co przedmiot i w jego pobliżu (soczewka realizująca przekształcenie Fouriera; hologramy w odległości ogniskowej od soczewki);
- bezsoczewkowe hologramy Fouriera (jw. bez soczewki).

Ze względu na parametr transmisji przezrocza holograficznego, który w procesie odtwarzania wpływa na parametry fali odtwarzającej:
- hologramy fazowe
- hologramy amplitudowe
- hologramy amplitudowo-fazowe.

Ze względu na stosunek grubości warstwy światłoczułej W do okresu przestrzennego zarejestrowanych na hologramy prążków interferencyjnych:
- hologramy płaskie  (w<<Λ),
- hologramy objętościowe  (w>>Λ),
- hologramy dynamiczne.

Ze względu na typ wiązki odniesienia:
- hologramy odtwarzane w fali spójnej;
- hologramy odtwarzane w fali niespójnej.

Ze względu na liczbę ekspozycji:
- hologramy jednoekspozycyjne,
- hologramy dwuekspozycyjne,
- hologramy wieloekspozycyjne.

## Zastosowanie hologramów w procesie przetwarzania i gromadzenia informacji
- Funkcje filtrów częstotliwości przestrzennych.
- Elementy o dużej pojemności informacji.
- Rozpoznawanie symboli, kształtów, podobieństwa.
- Zwielokrotnienie obrazów; umożliwiają zapis informacji dwu- i trójwymiarowych.
- Funkcje poprawy jakości odwzorowania układów optycznych.
- Tworzenie z dużym powiększeniem obrazów 3D cząstek różnych substancji.
- Hologramy dynamiczne stosowane jako symulatory lotu.
- Zastosowanie w metrologii i interferometrii.
- Możliwość wykonywania zdjęć ultraszybkich.

## Zastosowanie hologramów w zabezpieczeniach
Hologramy, jako naklejki samoprzylepne lub na foliach metalizowanych nanoszonych technologią hot- lub cold-stampingu z indywidualnym wzorem, stosowane są jako istotne zabezpieczenia oryginalnych produktów, m.in. zabezpieczenia druku, w tym też banknotów, przed próbami fałszowania. Indywidualne hologramy są rejestrowane w międzynarodowym rejestrze hologramów. Najstarszą polską firmą produkującą zabezpieczenia holograficzne od 1994 roku jest Stigma z Warszawy.

## Podstawowe konfiguracje do wykonywania hologramów

Konfiguracje do wykonywania hologramów

Ze względu na wzajemne usytuowanie źródła wiązki odniesienia R, obiektu O i ośrodka światłoczułego H, mamy trzy typy układów holografów:
- HG – układ współosiowy (hologram Gabora), układ. gaborowski (od nazwy fizyka Dennisa Gabora) powstaje, gdy płyta holograficzna, obiekt i źródło wiązki odniesienia umieszczone są wzdłuż jednej prostej, więc wiązka przedmiotowa i wiązka odniesienia biegną współosiowo.
- HL-U – układ z boczną wiązką odniesienia (hologram Leitha-Upatnieksa) powstaje, gdy kierunki propagacji fali przedmiotowej i fali odniesienia tworzą ze sobą pewien kąt, lecz do płyty holograficznej dochodzą z tej samej strony
- HD – układ z wiązkami przeciwsobnymi (hologram Denisiuka) powstaje, gdy wiązki przedmiotowa i odniesienia docierają do ośrodka rejestrującego z przeciwnych stron.